# GSカルテックス・ソウルKIXX
GSカルテックス・ソウルKIXX（韓国語: GS 칼텍스 서울 KIXX）は、韓国・ソウル特別市を本拠地とする女子バレーボールチーム。愛称は「キックス（KIXX）」。

## 歴史
1970年9月21日に湖南精油女子バレーボールチームとして創設された。湖南精油は当時高校最強チームであった風聞女子高校の選手をスカウトしてチームを強化し、1974年9月、実業団バレー大会で初優勝を遂げた。
1990年代は、김철용監督の下、장윤희、이도희、박수정、홍지연、정선혜などナショナルチームの選手たちが主軸となって1990-91年大統領杯から1998-99年スーパーリーグまで、9年連続優勝を収めた。

## 主な成績
韓国Vリーグ
- 優勝：3回（2007-2008、2013-2014、2020-2021）
- 準優勝：2回（2008-2009、2011-2012）

KOVOカップ
- 優勝：6回（2007年、2012年、2017年、2020年、2022年、2023年）
- 準優勝：3回（2014年、2018年、2021年）

## 歴代所属選手
- ペ・ユナ
- キム・ミンジ
- イ・ジョンオク（朝鮮語版）
- ナム・ジヨン
- イ・スクジャ
- チョン・デヨン
- ハン・ソンイ
- ラケル・シルバ
- アンドレイア・スフォルジン
- ベタニア・デラクルス
- エベ・リスベル
- デスティニー・フッカー
- サーニャ・ポポビッチ
- テレサ・ロッシ
- サラ・パバン
- キャサリン・ベル
- アリョーナ・マルティニューク
- メレーテ・ラッツ
- レティシア・モマ
- ナ・ヘウォン（朝鮮語版）
- オ・ヒョンミ（朝鮮語版）
- チャン・ユンヒ（朝鮮語版）